# Baj-hegység
A Baj-hegység (románul: Munții Baiului vagy Munții Gârbova) a Kárpátok középmagas hegységei közé tartozik. A Kárpátkanyarban helyezkedik el, a Bucsecs-hegység, a Csukás-hegység és a Barcasági-hegyek között, nagyrészt Prahova megye területén. Legmagasabb pontja a Neamțu (1923 m). A Bucsecs-hegység közelsége miatt – amely turisták kedvelt helye – kevesen látogatják a Baj-hegységet.

## Földrajz

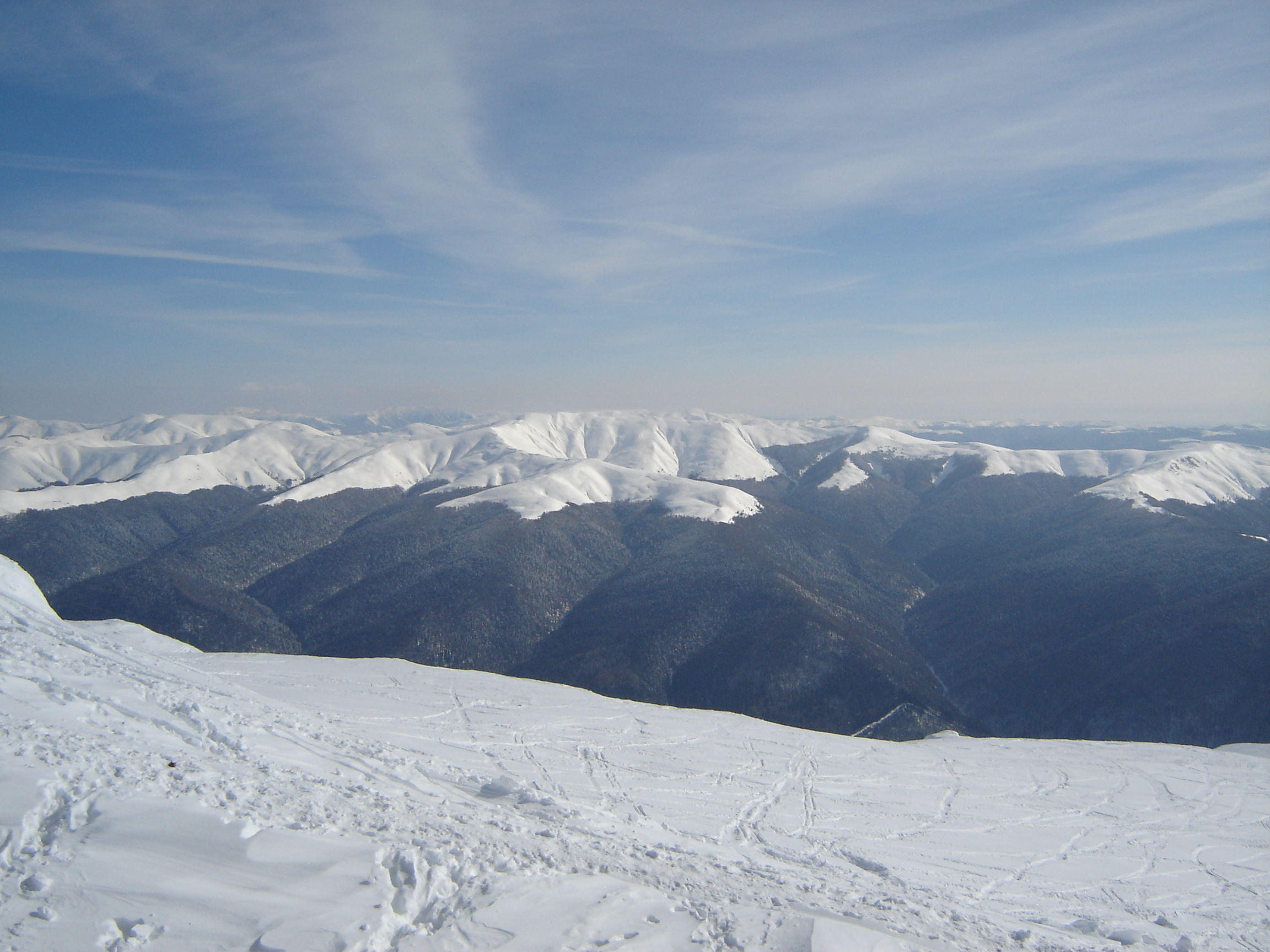
A Baj-hegység a Bucsecs-hegységről

A Baj-hegység területe 300 km². Északi része átnyúlik Brassó megyébe. Nincsenek nagy szintkülönbségek, ezért a legmagasabb hegyek is elég könnyen megközelíthetők. Átlagos magassága 1100 m körüli, csak a fontosabb hegyek lépik túl az 1800 m-t (Neamțu – 1923 m, Stevia – 1906 m, Paltinu – 1899 m, Baiul Mare – 1895 m).

## Éghajlat
A Kárpátkanyar hegységeire jellemző éghajlat uralkodik a Baj-hegységben is. Télen a hőmérséklet akár -29 °C-re is lecsökkenhet. A 150-180 fagypont alatti napból 50-60 -10 °C alatt van. Az évi csapadékmennyiség a hegycsúcsokon 1000 mm. A legcsapadékosabb időszak a május-július. A legkevesebb csapadék szeptember-októberben és február-márciusban hull.